# The China Hustle
The China Hustle ist ein US-amerikanischer Dokumentarfilm aus dem Jahr 2017. Der Film behandelt systematischen, jahrzehntelangen Anlagebetrug chinesischer Firmen, die in den USA kotiert wurden.

## Inhalt
Nach der Finanzkrise ab 2007 suchten Investmentfirmen neue Anlagemöglichkeiten mit hoher Rendite und fanden diese im chinesischen Markt. Investmentfirmen wie die exemplarische Roth Capital Partners kotierten zahlreiche chinesische Firmen über einen sogenannten Reverse Merger vor allem an der New York Stock Exchange. Dafür werden US-Firmen aufgekauft, die nur noch auf dem Papier existieren. Dies geschah in der Vergangenheit immer wieder in betrügerischer Absicht. Der Film schließt mit einer Einschätzung der Filmmacher, dass in China Regulierungen zu Anlagebetrug praktisch nicht vorhanden sind.

## Rezeption
Mark Hughes meinte in seiner Rezension für Forbes, dass es sich beim Film um den „wichtigsten Film“ des Jahres 2018 handle.
Michael O’Sullivan bezweifelte in seiner Review des Films für die Washington Post die Intentionen der Personen hinter dem Film, da diese davon profitieren würden, wenn weiterhin vergleichbare chinesische Firmen scheitern würden. Er vergab dem Film zwei von fünf Sternen.
Auch Ben Kenigsberg in seiner Besprechung des Films bei der New York Times kritisierte die Absichten der Filmemacher und hob insbesondere hervor, dass Mark Cuban als Produzent des Films ebenfalls ein solcher Interessenkonflikt vorgeworfen werden könne. Kenigsberg kritisierte weiterhin den Schnitt eines abgebrochenen Interviews durch den ehemaligen General Wesley K. Clark als „unfair“.
Gary Goldstein hielt in seiner Rezension des Films für die Los Angeles Times die Argumentation des Films für mehr Regulierung für überzeugend, insbesondere im politischen Klima bei Erscheinen des Films.